# Pločevinka
Pločevinka je vrsta ovojnine za tekočine. Poleg steklenic in plastenk je najpogostejša oblika embalaže za pijače (zlasti za pivo in naplinjene napitke). Njena prednost je nelomljivost, neprepustnost svetlobe ter majhna teža.
Sodobne pločevinke so narejene v enem delu, valjasto oblikovane in narejene iz aluminija. Na zgornji površini je ovalna zaporka, ki se odpre navznoter z dvigom kovinskega obroča. Pločevinka ne omogoča ponovnega zapiranja. V Evropi je najbolj razširjena pločevinka s prostornino 0,33 L, obstajajo pa tudi pločevinke drugih prostornin (0,25 L, 0,5 L, ...). 

## Zgodovina
Zamisel o pakiranju pijače v pločevinke izvira iz ZDA v času prohibicije alkohola. Po ukinitvi prohibicije je ameriško podjetje Gottfried Krueger Brewing Company na trg poslalo pivo v pločevinki - za rojstni dan pločevinke velja 24. januar 1933. Prve pločevinke so bile podobne današnjim konzervam in so se odpirale le z odpiračem, ki je bil priložen pločevinki. Pločevinka je hitro postala uspešnica in je podjetju prinesla velike zaslužke. Nato so se pojavile pločevinke s plutovinastim zamaškom. Prvotne pločevinke niso bile izdelane v enem kosu, pač pa posebej iz dna, oboda in pokrova.
Sprva so pločevinke izdelovali iz jekla (črne pločevine); prva aluminijasta pločevinka se je na tržišču pojavila leta 1958. Značilne odprtine na pokrovu so se prvič pojavile leta 1962 - to je omogočilo, da je bilo možno pitje neposredno iz pločevinke. Mehanizem odpiranja, ki je prisoten pri sodobnih pločevinkah in povzroči odpiranje zaporke navznoter, je bil patentiran leta 1989. 
Prvo podjetje, ki je začelo polniti tudi brezalkoholne pijače v pločevinke, je bilo Pepsi-Cola (leta 1948). 